# Alunu
Alunu é uma comuna romena localizada no distrito de Vâlcea, na região de Oltênia. A comuna possui uma área de 62.41 km² e sua população era de 4550 habitantes segundo o censo de 2007.